# 張東光
張東光（？—？），字孟旭，號海陽，山东青州府临朐县人。

## 生平
万历二十五年（1597年）丁酉科山东乡试三十二名举人，萬曆四十一年（1613年）癸丑科進士，通政司觀政，四十三年授河南彰德府推官，任职五月，屡乞终养，抚臣鉴其诚，力为题请，乃得旨回籍，终身不出。崇祯元年（1628年）诏终养者加一级，东光曰：所以不仕，为母在也，既不能致身以显亲矣，今母已殁，又忍借养亲之名以为己荣乎！坚辞不受，闻者叹服。卒之日，乡里公举纯孝，入祀乡贤。

## 家族
曾祖张臣。祖父张泽。父张栋，字君樑，號南桥，以耆老恩授儒官。
有子张会。